# French Open 1991
Die 90. French Open 1991 waren ein Tennis-Sandplatzturnier der Klasse Grand Slam, das von der ITF veranstaltet wurde. Es fand vom 27. Mai bis 9. Juni 1991 in Roland Garros, Paris, Frankreich statt.
Titelverteidiger im Einzel waren Andrés Gómez bei den Herren sowie Monica Seles bei den Damen. Im Herrendoppel waren Sergio Casal und Emilio Sánchez Vicario, im Damendoppel Jana Novotná und Helena Suková und im Mixed Arantxa Sánchez Vicario und Jorge Lozano die Titelverteidiger.

## Herreneinzel

### Setzliste
| Nr. | Spieler          | Erreichte Runde |
| --- | ---------------- | --------------- |
| 01. | Stefan Edberg    | Viertelfinale   |
| 02. | Boris Becker     | Halbfinale      |
| 03. | Ivan Lendl       | Rückzug         |
| 04. | Andre Agassi     | Finale          |
| 05. | Sergi Bruguera   | 2. Runde        |
| 06. | Pete Sampras     | 2. Runde        |
| 07. | Guy Forget       | Achtelfinale    |
| 08. | Goran Ivanišević | 2. Runde        |

| Nr. | Spieler                | Erreichte Runde |
| --- | ---------------------- | --------------- |
| 09. | Jim Courier            | Sieg            |
| 10. | Michael Chang          | Viertelfinale   |
| 11. | Emilio Sánchez Vicario | 2. Runde        |
| 12. | Michael Stich          | Halbfinale      |
| 13. | Jonas Svensson         | Rückzug         |
| 14. | Karel Nováček          | 1. Runde        |
| 15. | John McEnroe           | 1. Runde        |
| 16. | Brad Gilbert           | 1. Runde        |

## Dameneinzel

### Setzliste
| Nr. | Spielerin               | Erreichte Runde |
| --- | ----------------------- | --------------- |
| 01. | Monica Seles            | Sieg            |
| 02. | Steffi Graf             | Halbfinale      |
| 03. | Gabriela Sabatini       | Halbfinale      |
| 04. | Mary Joe Fernández      | Viertelfinale   |
| 05. | Arantxa Sánchez Vicario | Finale          |
| 06. | Jana Novotná            | Viertelfinale   |
| 07. | Conchita Martínez       | Viertelfinale   |
| 08. | Zina Garrison           | 1. Runde        |

| Nr. | Spielerin                 | Erreichte Runde |
| --- | ------------------------- | --------------- |
| 09. | Manuela Maleeva-Fragnière | 2. Runde        |
| 10. | Jennifer Capriati         | Achtelfinale    |
| 11. | Katerina Maleewa          | 3. Runde        |
| 12. | Helena Suková             | 2. Runde        |
| 13. | Nathalie Tauziat          | Viertelfinale   |
| 14. | Leila Mes’chi             | Achtelfinale    |
| 15. | Natallja Swerawa          | 2. Runde        |
| 16. | Anke Huber                | 3. Runde        |

## Herrendoppel

### Setzliste
| Nr. | Paarung                             | Erreichte Runde |
| --- | ----------------------------------- | --------------- |
| 01. | Scott Davis David Pate              | 1. Runde        |
| 02. | Sergio Casal Emilio Sánchez Vicario | Achtelfinale    |
| 03. | Rick Leach Jim Pugh                 | Finale          |
| 04. | Patrick Galbraith Todd Witsken      | 1. Runde        |
| 05. | Guy Forget Jakob Hlasek             | Achtelfinale    |
| 06. | Grant Connell Glenn Michibata       | Halbfinale      |
| 07. | Gary Muller Danie Visser            | Viertelfinale   |
| 08. | Jim Grabb Patrick McEnroe           | 1. Runde        |

| Nr. | Paarung                        | Erreichte Runde |
| --- | ------------------------------ | --------------- |
| 09. | John Fitzgerald Anders Järryd  | Sieg            |
| 10. | Udo Riglewski Michael Stich    | Achtelfinale    |
| 11. | Darren Cahill Mark Kratzmann   | 2. Runde        |
| 12. | Todd Woodbridge Mark Woodforde | Achtelfinale    |
| 13. | Paul Haarhuis Mark Koevermans  | Viertelfinale   |
| 14. | Goran Ivanišević Petr Korda    | 2. Runde        |
| 15. | Luke Jensen Laurie Warder      | Viertelfinale   |
| 16. | Ken Flach Robert Seguso        | 2. Runde        |

## Damendoppel

### Setzliste
| Nr. | Paarung                               | Erreichte Runde |
| --- | ------------------------------------- | --------------- |
| 01. | Gigi Fernández Jana Novotná           | Sieg            |
| 02. | Laryssa Sawtschenko Natallja Swerawa  | Finale          |
| 03. | Arantxa Sánchez Vicario Helena Suková | Halbfinale      |
| 04. | Mary Joe Fernández Zina Garrison      | Viertelfinale   |
| 05. | Kathy Jordan Meredith McGrath         | Viertelfinale   |
| 06. | Nicole Provis Elizabeth Smylie        | 2. Runde        |
| 07. | Elise Burgin Patty Fendick            | Viertelfinale   |
| 08. | Mercedes Paz Gabriela Sabatini        | Halbfinale      |

| Nr. | Paarung                                | Erreichte Runde |
| --- | -------------------------------------- | --------------- |
| 09. | Katrina Adams Manon Bollegraf          | Achtelfinale    |
| 10. | Helen Kelesi Kathy Rinaldi             | 1. Runde        |
| 11. | Rosalyn Fairbank-Nideffer Elna Reinach | 2. Runde        |
| 12. | Nathalie Tauziat Judith Wiesner        | Achtelfinale    |
| 13. | Claudia Kohde-Kilsch Leila Mes’chi     | Achtelfinale    |
| 14. | Rachel McQuillan Catherine Tanvier     | Achtelfinale    |
| 15. | Brenda Schultz Caroline Vis            | 1. Runde        |
| 16. | Sabine Appelmans Sandra Cecchini       | 1. Runde        |

## Mixed

### Setzliste
| Nr. | Paarung                                | Erreichte Runde |
| --- | -------------------------------------- | --------------- |
| 01. | Patrick Galbraith Patty Fendick        | 2. Runde        |
| 02. | Todd Woodbridge Meredith McGrath       | Achtelfinale    |
| 03. | Rick Leach Zina Garrison               | Achtelfinale    |
| 04. |                                        | Rückzug         |
| 05. |                                        | Rückzug         |
| 06. | Jorge Lozano Arantxa Sánchez Vicario   | Halbfinale      |
| 07. | Danie Visser Rosalyn Fairbank-Nideffer | Achtelfinale    |
| 08. | Mark Woodforde Kathy Jordan            | Viertelfinale   |

| Nr. | Paarung                         | Erreichte Runde |
| --- | ------------------------------- | --------------- |
| 09. | Stefan Kruger Lise Gregory      | 2. Runde        |
| 10. | Mark Koevermans Brenda Schultz  | Achtelfinale    |
| 11. | Robert Seguso Elise Burgin      | 2. Runde        |
| 12. | Cyril Suk Helena Suková         | Sieg            |
| 13. | Libor Pimek Laryssa Sawtschenko | Viertelfinale   |
| 14. | Paul Haarhuis Caroline Vis      | Finale          |
| 15. | Shelby Cannon Katrina Adams     | Achtelfinale    |
| 16. | Ken Flach Mary Pierce           | Achtelfinale    |